# Isidor Meyer
Isidor Meyer (* 8. Januar 1860 in Andermatt; † 22. Februar 1944 ebenda, katholisch, heimatberechtigt in Andermatt) war ein Schweizer Politiker (Katholisch-Konservative).

## Biografie
Isidor Meyer kam am 8. Januar 1860 in Andermatt als Sohn des Hoteliers "Zu den Dreikönigen" in Andermatt, Postpferdehalters, Spediteurs, Landwirts und Ratsherrn Kaspar Meyer und der Klara geborene Müller aus Hospental zur Welt. Isidor Meyer besuchte zunächst die Mittelschulen in Schwyz und Freiburg sowie die Ecole industrielle in Lausanne, bevor er einen Sprachaufenthalt in Mailand absolvierte. Im Anschluss daran war Meyer in jungen Jahren in der väterlichen Postpferdehalterei beschäftigt und betrieb ein Handelsgeschäft. Schliesslich führte er zwischen 1886 und 1932 das Hotel Meyerhof in Hospental.
Daneben hielt Isidor Meyer Verwaltungsratsmandate bei der Furka-Oberalp-Bahn sowie viele Jahre beim Elektrizitätswerk Ursern, das er im Jahr 1902 mitbegründete. Ferner fungierte Meyer von 1920 bis 1940 als Bankrat der Urner Kantonalbank, davon ab 1938 als Präsident.
Zudem wirkte Isidor Meyer im Verein für Geschichte und Altertümer von Uri sowie im Historischen Verein der fünf Orte mit und machte sich als Verfasser zahlreicher historisch bedeutender Arbeiten einen Namen.
Isidor Meyer, der unverheiratet blieb, verstarb am 22. Februar 1944 im Alter von 84 Jahren in Andermatt. Er war der Enkelsohn des Talammanns von Ursern und Gastwirts Franz Josef Julius Meyer.
Zu Beginn seiner politischen Karriere war Isidor Meyer, Mitglied der Katholisch-Konservativen Partei, als Vermittler, Zivilstandsbeamter und Gemeindeschreiber eingesetzt. Danach amtierte er auf kommunaler Ebene von 1892 bis 1896 als Waisenvogt sowie von 1901 bis 1902 beziehungsweise  1905 bis 1906 als Gemeindepräsident von Andermatt. Parallel dazu fungierte er von 1896 bis 1899 als Talschreiber sowie von 1902 bis 1906 und 1910 bis 1912 als Talammann von Ursern. Überdies war Isidor Meyer zwischen 1896 und 1904 als Mitglied des Obergerichts tätig.
Auf kantonaler Ebene war Isidor Meyer zunächst von 1898 bis 1915 im Urner Landrat, dem er zwischen 1904 und 1905 als Präsident vorstand, vertreten. In der Folge gehörte er von 1915 bis 1932 dem Regierungsrat an, davon zwölf Jahre als Finanzdirektor. Zudem amtierte Meyer zwischen  1920 und 1922 beziehungsweise 1928 und 1930 als Landammann von Uri. Darüber hinaus vertrat Isidor Meyer auf Bundesebene seine Partei zwischen 1928 und 1935 im Ständerat.
Als Finanzdirektor verhandelte Isidor Meyer erfolgreich mit den Schweizerischen Bundesbahnen über die Wasserzinsen und mit dem Bund über die Alpenstrassenbeiträge. In seiner Amtszeit fand nach dem Zusammenbruch des Gotthardverkehrs eine wirtschaftliche Umorientierung des Hochtales hin zur touristischen Entwicklung, der Aufstieg Andermatts als Waffenplatz und die Gesundung der durch die Krise der Ersparniskasse geschwächten Kantonsfinanzen statt. Meyer war der erste Urner Landammann aus Ursern. Durch seine Tätigkeit wurde der traditionelle Gegensatz zwischen Uri und Ursern abgebaut.

## Werke
- Ursern und der Gotthardverkehr, 1938
- Die Ursener Geschlechter und ihre Herkunft, 1941
- zusammen mit Carl Franz Müller: «Die Talammänner von Ursern», In: Historisches Neujahrsblatt für das Jahr 1969/70, S. 115–144